# Летни олимпийски игри 1936
Единадесетите летни олимпийски игри се провеждат в Берлин, Германия от 1 до 16 август, 1936 г.
Единственият друг град кандидат за домакин е Барселона. След като нацистите идват на власт в Германия, те виждат в олимпийските игри идеална възможност за разпространяване на идеите им и придобиване на широка известност.
Това е първата олимпиада, на която е въведена церемонията по внасяне на олимпийския огън. Най-много медали печелят домакините, но доминацията им не е пълна поради наличието на спортисти като Джеси Оуенс, който печели 4 златни медала.
Антифашистите в Европа смятат да проведат като протест нова алтернативна олимпиада в Барселона. Това така и не се случва поради избухването на испанската гражданска война.
Любимият режисьор на Хитлер – Лени (Берта) Рифенщал режисира култовия филм „Олимпия“ (1936) за олимпийското движение и олимпизма.
Т. нар. „расови закони“ на Хитлер са отменени по време на олимпиадата, която е посетена от 1,35 млн. чужденци.

## Важни моменти
- Адолф Хитлер открито показва недоволството си от постиженията на американските цветнокожи атлети – Джеси Оуенс и Корнелиус Джонсън.
- Американският отбор по гребане от Вашингтонския университет побеждава германския отбор и печели златото. Надпреварата е била наблюдавана от Адолф Хитлер.
- На финала на състезанието по колоездене германецът Тони Меркенс попречва на нидерландеца Ари Ван Вилет да завърши преди него. Вместо дискфалификация за грубата игра той е глобен със 100 марки и запазва златния си медал.
- Нидерландката Ри Мастенброк печели 3 златни медала в плуването.
- Това е първата олимпиада, която е излъчвана пряко по телевизията.
- Дебют прави хандбалът, който се появява отново в програмата чак през 1972 г.
- За пръв път се провежда турнир по баскетбол. На финала отборът на САЩ побеждава отбора на Канада с рекордно ниския резултат от 19:8. Мачът е проведен на открит мръсен терен в дъждовно време. Срещата е наблюдавана от около 1000 прави зрители.
- Индия печели златото в хокея на трева за пореден път. На финала индийците побеждават германците с 8:1.
- Германските гимнастици Конрад Фрей и Алфред Шварцман печелят по 3 златни медала в гимнастиката.
- На четвъртфинала на турнира по футбол Перу побеждава Австрия с 4:2, но МОК решава мачът да се преиграе поради неспазените размери на игрището. На преиграването Австрия печели, а перуанското правителство настоява страната да бойкотира игрите.
- Химнът на Китай е избран за най-добър химн на олимпиадата. Националният отбор на Италия печели футболния турнир.

## Медали
С 33 златни, 26 сребърни и 30 бронзови медала Германия за първи път заема първо място в класирането по медали на олимпийски игри.
| Място | Държава        | Злато | Сребро | Бронз | Общо |
| 1     | Германия       | 33    | 26     | 30    | 89   |
| 2     | САЩ            | 24    | 20     | 12    | 56   |
| 3     | Унгария        | 10    | 1      | 5     | 16   |
| 4     | Италия         | 8     | 9      | 5     | 22   |
| 5     | Финландия      | 7     | 6      | 6     | 19   |
| 6     | Франция        | 7     | 6      | 6     | 19   |
| 7     | Швеция         | 6     | 5      | 9     | 20   |
| 8     | Япония         | 6     | 4      | 8     | 18   |
| 9     | Холандия       | 6     | 4      | 7     | 17   |
| 10    | Великобритания | 4     | 7      | 3     | 14   |

## Българско представяне
България не успява да вземе медал от игрите. Българската делегация (водена от цар Борис трети) заминава за Берлин със специален влак в състав от 94 души, от които само 23-ма са състезатели. Най-добре се класира Христо Малакчиев – десети във всестранната езда.

## Олимпийски спортове
| - Ветроходство - Плуване - Водна топка - Вдигане на тежести - Лека атлетика - Борба - Колоездене - Кану каяк - Фехтовка - Футбол - Стрелба |  | - Модерен петобой - Спортна гимнастика - Гребане - Поло - Баскетбол - Бокс - Конен спорт - Скокове във вода - Хандбал - Хокей |

### Демонстрационни спортове
- Бейзбол
- Глайдинг